# يلينا ساناييفا
يلينا فسيفولودوفنا ساناييفا (الروسية: Еле́на Все́володовна Сана́ева ؛ من مواليد 21 أكتوبر 1942 م، كويبيشيف) ممثلة مسرحية وسينمائية روسية. حازت لقب الفنان المكرم في روسيا الاتحادية الاشتراكية السوفيتية (1990 م).

## روابط خارجية
- إيلينا ساناييفا على موقع IMDb (الإنجليزية)
- إيلينا ساناييفا على موقع قاعدة بيانات الفيلم (الإنجليزية)